# Lijst van rijksmonumenten in Nijkerk (plaats)
De plaats Nijkerk telt 39 inschrijvingen in het rijksmonumentenregister. Hieronder een overzicht.
| Object | Oorspronkelijke functie?  | Bouwjaar                                       | Architect     | Locatie                    | Coördinaten?                  | Nr.?   | Afbeelding |
| --- | ------------------------- | ---------------------------------------------- | ------------- | -------------------------- | ----------------------------- | ------ | --- |
| Huize de Brink | Woonhuis                  | eerste kwart 19e eeuw                          |               | Brink 42                   | 52° 13' 24" NB, 5° 28' 46" OL | 30973  | Meer afbeeldingen |
| Herenhuis van begane-grond en verdieping met schilddak, waarin dakvenster met zijstukken en fronton                                                     | Woonhuis                  | derde kwart 19e eeuw 1754 (sluitsteen)         |               | Catharinastraat 3          | 52° 13' 23" NB, 5° 29' 5" OL  | 30977  | Meer afbeeldingen |
| Tabakspakhuis | Opslag                    | ca. 1800                                       |               | Catharinastraat            | 52° 13' 22" NB, 5° 29' 4" OL  | 30978  | Meer afbeeldingen |
| IJzeren balustrade | Straatmeubilair           | mogelijk 18e eeuw                              |               | Balustrade Catharinastraat | 52° 13' 24" NB, 5° 29' 1" OL  | 30979  | Meer afbeeldingen |
| Grote Kerk | Kerk en kerkonderdeel     | 1461 (bouw) 1540 (herbouw) 1776 (nieuwe toren) |               | Holkerstraat 1             | 52° 13' 22" NB, 5° 28' 59" OL | 30982  | Meer afbeeldingen |
| Pand met hoge puntgevel met vlechtingen en gebogen topafdekking                                                                                         | Woonhuis                  | mogelijk laatste kwart 18e eeuw                |               | Holkerstraat 25            | 52° 13' 22" NB, 5° 28' 53" OL | 30983  | Meer afbeeldingen |
| Gaaf bewaard, deftig herenhuis met verdieping en dwars schilddak, waarop hoekschoorstenen met kappen                                                    | Woonhuis                  | eind 18e eeuw                                  |               | Holkerstraat 4             | 52° 13' 21" NB, 5° 28' 59" OL | 30984  | Meer afbeeldingen |
| Pand met gaaf bewaarde, bakstenen topgevel met ingezwenkte zijkanten, gebeeldhouwd fronton met schelpversiering en natuurstenen hoekvoluten             | Woonhuis                  |                                                |               | Holkerstraat 12            | 52° 13' 21" NB, 5° 28' 58" OL | 30985  | Pand met gaaf bewaarde, bakstenen topgevel met ingezwenkte zijkanten, gebeeldhouwd fronton met schelpversiering en natuurstenen hoekvoluten             |
| Tabakspakhuis met hoge puntgevel, waarop gebogen topafdekking                                                                                           | Industrie                 | mogelijk laatste kwart 18e eeuw                |               | Kleterstraat 1 + 3         | 52° 13' 21" NB, 5° 29' 13" OL | 30987  | Meer afbeeldingen |
| Dwarshuis van begane-grond met zadeldak tussen puntgevels, die topschoorstenen met kappen dragen                                                        | Woonhuis                  | vroeg 19e eeuw                                 |               | Koetsendijk 45             | 52° 13' 30" NB, 5° 28' 59" OL | 30988  | Meer afbeeldingen |
| Diep pand op L-vormige, gerende plattegrond | Woonhuis                  | 18e eeuw                                       |               | Kolkstraat 8               | 52° 13' 29" NB, 5° 29' 3" OL  | 30989  | Meer afbeeldingen |
| Monumentaal herenhuis, bestaande uit twee parallel lopende vleugels                                                                                     | Woonhuis                  | vermoedelijk 1743                              |               | Kolkstraat 27              | 52° 13' 33" NB, 5° 28' 59" OL | 30990  | Meer afbeeldingen |
| Huis met gepleisterde gevels en afgewolfd zadeldak | Woonhuis                  | late middeleeuwen                              |               | Langestraat 7              | 52° 13' 21" NB, 5° 29' 1" OL  | 30991  | Meer afbeeldingen |
| Herenhuis met verdieping en schilddak | Woonhuis                  | derde kwart 19e eeuw                           |               | Langestraat 9              | 52° 13' 21" NB, 5° 29' 2" OL  | 30992  | Meer afbeeldingen |
| Ten dele over de beek gebouwd pand met gepleisterde gevel                                                                                               | Woonhuis                  | middeleeuwen                                   |               | Langestraat 23             | 52° 13' 21" NB, 5° 29' 5" OL  | 30993  | Meer afbeeldingen |
| Pand onder schilddak en met in de 19e eeuw gepleisterde lijstgevel, die echter twee ankers uit de bouwtijd van het pand in de bovenhoeken bewaard heeft | Woonhuis                  | 16e of 17e eeuw                                |               | Langestraat 33             | 52° 13' 22" NB, 5° 29' 7" OL  | 30994  | Pand onder schilddak en met in de 19e eeuw gepleisterde lijstgevel, die echter twee ankers uit de bouwtijd van het pand in de bovenhoeken bewaard heeft |
| 'Delenhuis' | Woonhuis                  | 1707                                           |               | Langestraat 37             | 52° 13' 21" NB, 5° 29' 9" OL  | 30995  | Meer afbeeldingen |
| Hoekhuis onder schilddak met lijstgevels en eenvoudige deuromlijsting met hoofdgestel                                                                   | Woonhuis                  | ca. 1800                                       |               | Langestraat 43             | 52° 13' 21" NB, 5° 29' 11" OL | 30996  | Meer afbeeldingen |
| Klein dwarshuis | Woonhuis                  | eerste kwart 19e eeuw                          |               | Langestraat 39             | 52° 13' 22" NB, 5° 29' 10" OL | 30997  | Meer afbeeldingen |
| Dwarshuis | Werk-woonhuis             | late middeleeuwen                              |               | Langestraat 41             | 52° 13' 22" NB, 5° 29' 10" OL | 30998  | Meer afbeeldingen |
| Pand op de hoek van de Kerkstraat met een zadeldak tussen puntgevels met vlechtingen                                                                    | Werk-woonhuis             | 1665 (jaartalankers)                           |               | Langestraat 2              | 52° 13' 22" NB, 5° 29' 2" OL  | 30999  | Meer afbeeldingen |
| Linker gedeelte van woonhuis | Woonhuis                  | late middeleeuwen                              |               | Langestraat 8              | 52° 13' 22" NB, 5° 29' 3" OL  | 31000  | Meer afbeeldingen |
| Rechter gedeelte van woonhuis | Woonhuis                  | late middeleeuwen                              |               | Langestraat 10             | 52° 13' 22" NB, 5° 29' 3" OL  | 31001  | Meer afbeeldingen |
| Statig herenhuis | Woonhuis                  | midden 19e eeuw                                |               | Langestraat 20             | 52° 13' 22" NB, 5° 29' 5" OL  | 31002  | Meer afbeeldingen |
| Herenhuis | Woonhuis                  | eerste kwart 19e eeuw                          |               | Langestraat 32             | 52° 13' 22" NB, 5° 29' 8" OL  | 31003  | Meer afbeeldingen |
| Woonhuis bestaande uit twee parallel lopende vleugels onder zadeldaken, die elk door puntgevels met schoorstenen geflankeerd worden                     | Woonhuis                  | midden 19e eeuw                                |               | Nieuwstraat 22+24          | 52° 13' 26" NB, 5° 28' 59" OL | 31004  | Meer afbeeldingen |
| Pand met klokgevel | Woonhuis                  | 1776                                           |               | Oosterstraat 18            | 52° 13' 24" NB, 5° 29' 15" OL | 31005  | Pand met klokgevel |
| Voornaam woonhuis | Woonhuis                  | vermoedelijk 17e eeuw                          |               | Venestraat 37              | 52° 13' 14" NB, 5° 28' 52" OL | 31015  | Meer afbeeldingen |
| Groot middeleeuws pand onder zadeldak tussen puntgevels                                                                                                 | Opslag                    | 1731 (jaartalankers)                           |               | Venestraat 16              | 52° 13' 19" NB, 5° 29' 0" OL  | 31016  | Meer afbeeldingen |
| Linker gedeelte van een woonhuis van begane-grond met hoog, dwars zadeldak tussen puntgevels                                                            | Woonhuis                  | vermoedelijk 16e eeuw                          |               | Venestraat 18              | 52° 13' 19" NB, 5° 29' 0" OL  | 31017  | Linker gedeelte van een woonhuis van begane-grond met hoog, dwars zadeldak tussen puntgevels                                                            |
| Rechter gedeelte van een woonhuis van begane-grond met hoog zadeldak tussen puntgevels                                                                  | Woonhuis                  | vermoedelijk 16e eeuw                          |               | Venestraat 20              | 52° 13' 19" NB, 5° 28' 60" OL | 31018  | Meer afbeeldingen |
| Pand onder zadeldak, aan de voorzijde afgewolfd en aan de achterzijde tegen een puntgevel                                                               | Boerderij                 | 1784                                           |               | Venestraat 58              | 52° 13' 14" NB, 5° 28' 54" OL | 31019  | Meer afbeeldingen |
| Pand onder zadeldak met aan de voorzijde een puntgevel met vlechtingen en tuitvormige bekroning met licht gebogen afdekking                             | Woonhuis                  | 1784                                           |               | Venestraat 60              | 52° 13' 14" NB, 5° 28' 54" OL | 31020  | Meer afbeeldingen |
| In oorsprong onderkelderd pand van beganegrond met hoog zadeldak                                                                                        | Boerderij                 | late middeleeuwen                              |               | Vetkamp 23                 | 52° 13' 29" NB, 5° 29' 24" OL | 31021  | Meer afbeeldingen |
| Particulier Gereformeerd Burgerweeshuis | Sociale zorg, liefdadigh. | 1860                                           |               | Vetkamp 28                 | 52° 13' 27" NB, 5° 29' 20" OL | 31022  | Meer afbeeldingen |
| Hoekpand onder zadeldak met aan de voorzijde een puntgevel met vlechtingen en tuitbekroning met geprofileerde, gebogen afdekking                        | Werk-woonhuis             | vroeg 19e eeuw                                 |               | Verlaat 1                  | 52° 13' 23" NB, 5° 29' 4" OL  | 31023  | Meer afbeeldingen |
| Tabakspakhuis | Opslag                    | 1769 (jaartalankers)                           |               | Westkadijk 2               | 52° 13' 34" NB, 5° 28' 56" OL | 31024  | Meer afbeeldingen |
| Hoogstraten | Woonhuis                  | 1903                                           | E. Knevel     | Spoorstraat 1              | 52° 13' 18" NB, 5° 29' 19" OL | 523781 | Hoogstraten |
| Watertoren | Nutsbedrijf               | 1898                                           | F.A. de Jongh | Westkadijk 7               | 52° 13' 39" NB, 5° 28' 50" OL | 523782 | Meer afbeeldingen |